# Лавуміса (аеродром)
Аеродро́м «Лавуміса» (англ. Airport Lavumisa) — аеродром Свазіленду, розташований поряд з містечком Лавуміса.